# Поза смерти
«Поза смерти» — особое расположение сочленённых ископаемых остатков, принадлежащих нептичьим динозаврам, птицам, птерозаврам и некоторым другим архозаврам, состоящее из запрокинутой головы, вытянутого хвоста и широко раскрытого рта. Традиционные объяснения варьируют от наличия сильных связок на шее животного, которые высыхали и сжимались, и тем самым вытягивали тело в позу, до потоков воды, уложивших остатки в это положение.

## Описание

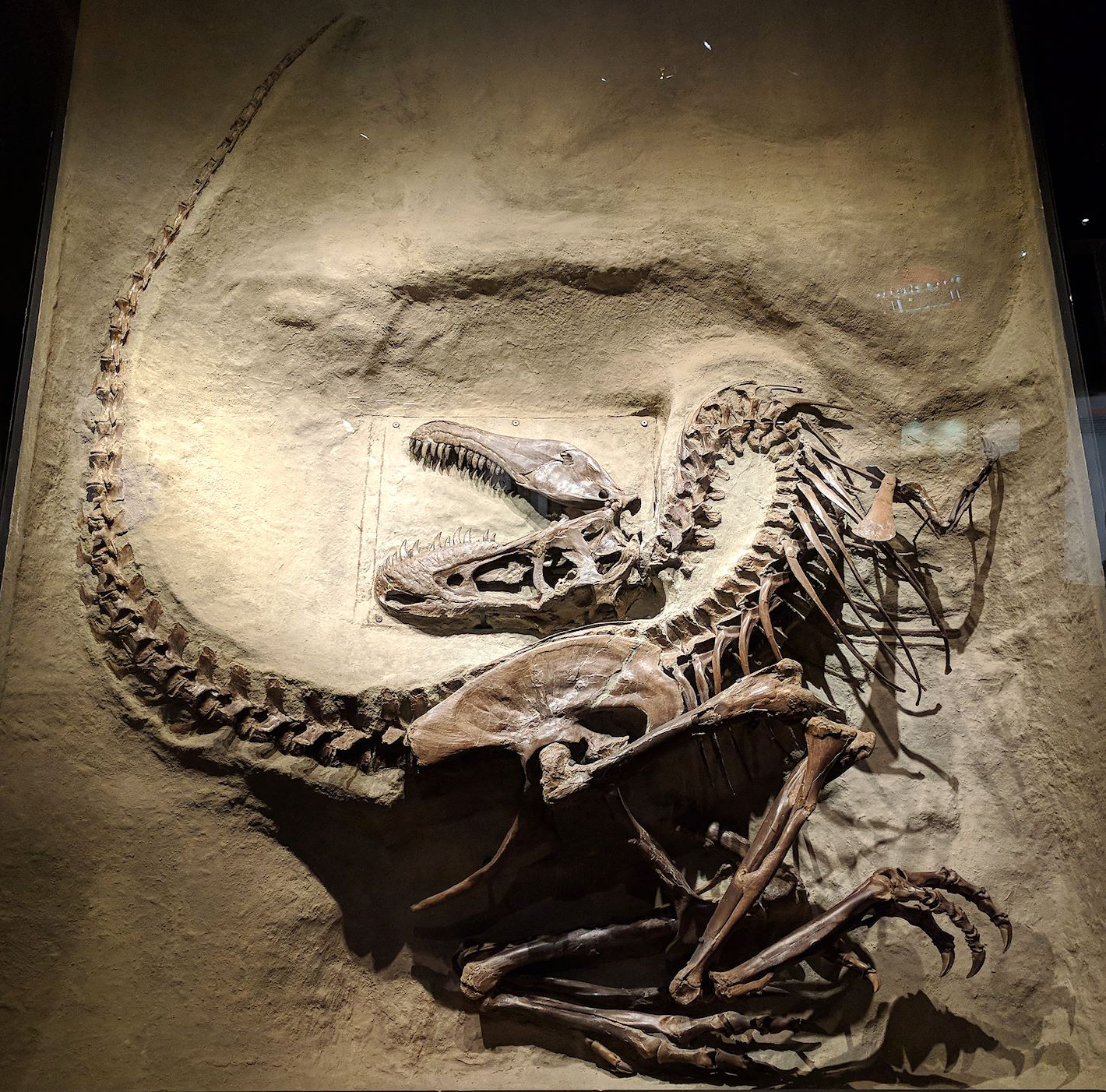
Скелет неполовозрелой особи Gorgosaurus libratus (TMP.91.36.500), Королевский Тиррелловский палеонтологический музей

В 2007 году палеонтологи Синтия Фокс и Кевин Падиан предположили, что такая поза является результатом опистотонуса во время агонии, а вовсе не каких-либо посмертных процессов. Учёные отвергли идею участия воды как ответственной за случайное расположение тел в «позе смерти», поскольку разные части тела и конечности могут находиться в разных направлениях, что, по их мнению, вряд ли может быть результатом движения воды. Также исследователи заявили, что утверждение о том, что подобное положение тела является результатом высыхания связок, тоже не кажется им правдоподобным.
Исследование, проведённое Алисией Катлер, Бруксом Б. Бриттом и их коллегами из Университета Бригама Янга в Прово, штат Юта (США), предполагает, что поза является результатом погружения тела в воду после смерти животного. Через несколько секунд после помещения куриных тушек в воду тела приняли «позу смерти». Уменьшение трения, позволяющее связкам и сухожилиям сокращаться до их типичных положений, вызывает дорсофлексию головы и хвоста животного. Они также обнаружили, что когти цыплят сжались, вероятно, по той же причине: уменьшение трения в воде позволяет связкам вернуться в исходное положение, а смерть снимает мышечное напряжение, которое удерживало бы шею и когти в разных положениях в жизни. Эксперимент был воспроизведён с эму и показал те же результаты. Когда перерезали межпозвоночные связки шеи курице, это не привело к принятию ею «позы смерти».
В 2012 году палеонтологи Ахим Г. Райсдорф и Майкл Вуттке опубликовали исследование, посвященное «позам смерти». Согласно выводам этого исследования, так называемая «опистотоническая поза» не является результатом церебрального заболевания, вызывающего мышечные спазмы, а также не является результатом быстрого захоронения. Скорее, посмертное погружение в воду приводило к плавучести, которая позволяла эластичной связке (лат. Ligamentum elasticum) оттянуть назад голову и хвост.